# Lo mejor de los Bee Gees Vol. 2
A Lo mejor de los Bee Gees Vol. 2  című lemez a Bee Gees Venezuelában kiadott válogatáslemeze. 

## Az album dalai
1. Mi mundo – My World (Barry és Robin Gibb) – 4:20
2. Pedacitos de recuerdos – Spicks And Specks (Barry Gibb) – 3:27
3. Soy el mundo – I Am The World (Robin Gibb) – 2:34
4. En la mañana – In the Morning (Barry Gibb) – 2:51
5. I.O.I.O. (Barry Gibb, Maurice Gibb) – 2:52
6. De repente – Suddenly (Barry, Robin és Maurice Gibb) – 2:29
7. Linda melodía – Melody Fair (Barry, Robin és Maurice Gibb) – 3:48
8. Ginebra india y whisky seco – Indian Gin and Whisky Dry (Barry, Robin és Maurice Gibb) – 2:01
9. Besaré tu memoria – I'll Kiss Your Memory (Barry Gibb) – 4:25
10. Ferrocarril – Railroad (Maurice Gibb, Lauwrie) – 2:51
11. Luz de lámpara – Lamplights (Barry, Robin és Maurice Gibb) – 4:47
12. Salvado por la campana – Saved By The Bell (Robin Gibb) – 3:03

## Közreműködők
- Bee Gees